# Open Your Mind
Open Your Mind – drugi album zespołu Będzie Dobrze wydany w 1995 przez wytwórnię QQRYQ. Materiał nagrano w studiach "Złota Skała" i "Manta" między czerwcem a wrześniem 1994.

## Lista utworów
1. "Get Ready" – 3:20
2. "Lorien" – 2:09
3. "On the Rocks" – 2:05
4. "Your Roots" – 2:42
5. "Nowy" – 1:40
6. "Blessing & Praises" – 3:12
7. "I.F.Y.S." – 2:54
8. "Scheme Is Upright" – 3:59
9. "Why You" – 2:40
10. "Meeting of Free NRG" – 2:24
11. "Are You Here" – 2:22
12. "Pot-Hole in a Rock" – 3:12
13. "Słowo" – 3:56
14. "No Rights" – 1:31
15. "I Am a Man" – 2:50
16. "Open Your Mind" – 1:52
17. "Running Dub" – 6:53
18. "Walking Dub" – 3:06

- muzyka i słowa: Maciej Flank, Małgorzata Tekiel i Sławomir Lenczewski

## Skład
- Maciej "inż. Richter" Flank – śpiew, gitara
- Małgorzata "Tekla" Tekiel – gitara basowa, śpiew
- Sławomir "Bodek" Lenczewski – perkusja, śpiew

### realizacja
- Remigiusz Białas – nagrywanie i miksowanie
- Jarosław "Smok" Smak – nagrywanie i miksowanie
- Grzegorz Piwkowski – mastering